# سيباستيان بالداساري
سيباستيان بالداساري هو رياضي بارالمبي من الأرجنتين يتنافس بشكل أساسي في أحداث دفع الجلة من الفئة F11.
تنافس بالداساري لأول مرة في دورة الألعاب البارالمبية الصيفية 2004 حيث تنافس في دفع الجلة F11. وبعد أربع سنوات، في دورة الألعاب البارالمبية الصيفية 2008 في بكين، تنافس في دفع الجلة والقرص، وحصل على الميدالية الفضية في رمي القرص F11/12.

## روابط خارجية
- سيباستيان بالداساري في اللجنة البارالمبية الدولية